# نوره‌یوو
نوره‌یوو (انگلیسی: Nureyevo) یک شهرک در شهرستان شارانسکی استان باشقیرستان کشور روسیه است.